# Achim Fink

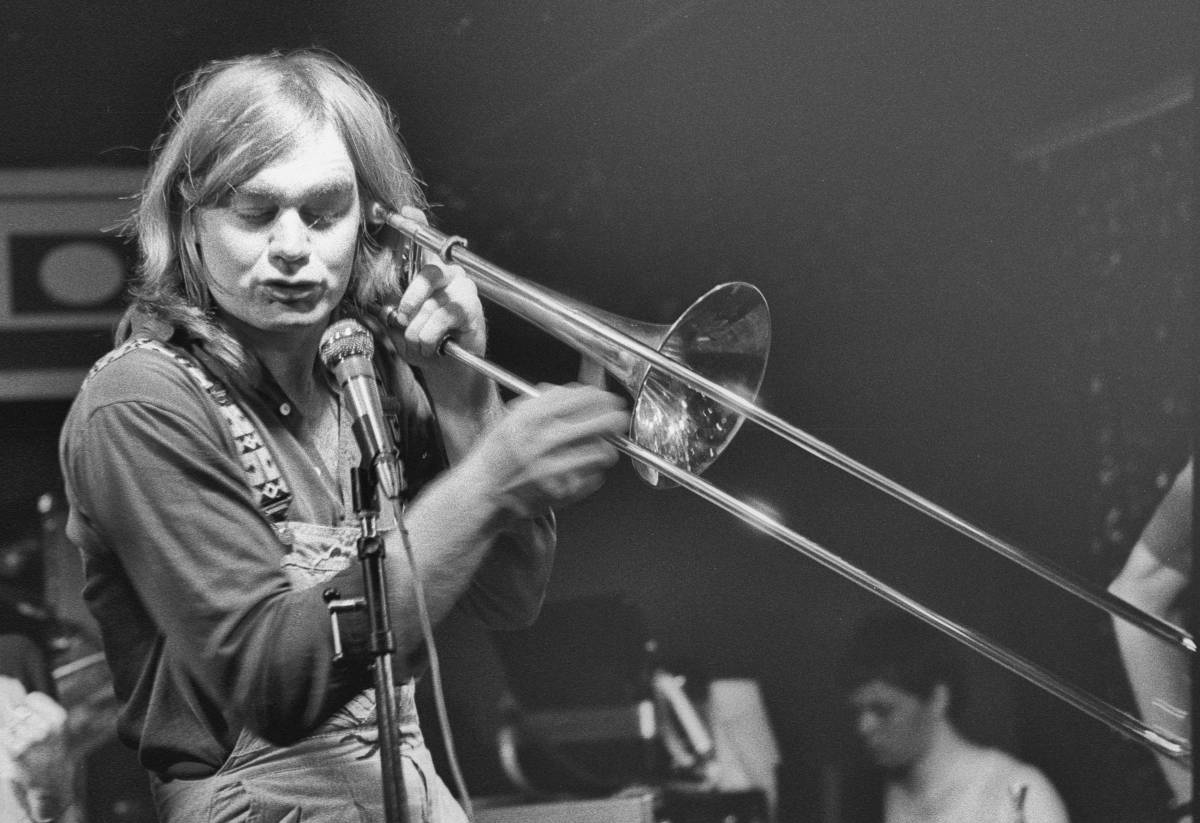
Achim Fink (1980)

Achim Fink (* 5. Oktober 1954 in Engers bei Neuwied) ist ein deutscher Musiker, der im Bereich der Jazz-, Rock-, Pop- und Theatermusik aktiv ist. Er spielt Posaune, Basstrompete, Euphonium, Tenorhorn und Tuba bzw. Sousaphon.

## Leben und Wirken
Fink begann als Blasmusiker in der örtlichen Musikkapelle und absolvierte zunächst eine Lehre. Über den Zweiten Bildungsweg erlangte er die Fachhochschulreife und begann 1973 an der Hochschule für Musik und Tanz Köln bei Vinko Globokar ein Studium der klassischen Posaune. Anfang der 1980er Jahre trat er überregional mit No Nett auf und gehörte zu den Initiatoren der JazzHausSchule. Fink wirkte in der Uraufführung von The Black Rider im Thalia-Theater Hamburg mit. Auch an den Schauspielhäusern in Bonn, Köln, Berlin, Dortmund, Koblenz und Düsseldorf arbeitete er als Theatermusiker. 
Er gründete das Trio Finküberthurm und spielte in Norbert Steins Pata Masters, in Frank Köllges Padlt Noidlt, mit Hugo Read und bei den Soul Cats. 
1994 gründete er mit den beiden Holzbläsern Andreas Gilgenberg und Bernd Winterschladen sowie dem Tubisten Joachim Gellert das Bläser-Quartett Talking Horns. Im Auftrag des Goetheinstituts spielten sie in Madagaskar, Ruanda, Gabun, Kamerun, Senegal, Mauretanien, Marokko, dem Jemen und Ägypten. Mit Martin Stankowski entwickelte er die „Klangstätten“, musikalische Stadterkundungen, bei denen viele Menschen die Stadt Köln zu ungewöhnlichen Zeiten in ungewohnter Weise erleben konnten. Mit dem Pianisten Martin Kübert spielte er 2011 auf dem Festival Jazz Bliss in Rangun. 2013 erschien bei Westpark Music das Duoalbum Jazz Bliss. Auch ist er auf dem Album Tian et al von Christian Korthals zu hören.

## Diskographische Hinweise
- Finküberthurm (1990, mit Martin Kübert, Heiko Thurm)
- Pata Horns New Archaic Music (1990, mit Norbert Stein, Andreas Gilgenberg, Joachim Gellert)
- Pata Horns Talking People (1992, mit Norbert Stein, Andreas Gilgenberg, Joachim Gellert)
- Talking Horns Fisch im Wasser (1996, mit Bernd Winterschladen, Andreas Gilgenberg, Joachim Gellert sowie Jaki Liebezeit)
- Talking Horns Songs for Caeciliae (1999 mit Bernd Winterschladen, Andreas Gilgenberg, Joachim Gellert)
- Talking Horns Born to Be Horn (2008, mit Bernd Winterschladen, Andreas Gilgenberg, Stephan Schulze)
- Talking Horns St. Ankowski & die vier verwirrten Hirten (2012, mit Martin Stankowski, Bernd Winterschladen, Andreas Gilgenberg, Stephan Schulze)
- FinKübert  Jazz Bliss (2013 mit Martin Kübert)

## Lexikalische Einträge
- Jürgen Wölfer: Jazz in Deutschland. Das Lexikon. Alle Musiker und Plattenfirmen von 1920 bis heute. Hannibal, Höfen 2008, ISBN 978-3-85445-274-4.